# Constantino Lecapeno
Constantino Lecapeno (em grego: Κωνσταντίνος Λακαπηνός; romaniz.: Ko̱nstantínos Lekapi̱nós) foi o terceiro varão do imperador bizantino Romano I Lecapeno (r. 920–944) com Teodora, e coimperador de 924 a 945. Junto com seu irmão mais velho Estêvão, depôs Romano I em dezembro de 944, apenas para serem derrubados e exilados pelo imperador legítimo Constantino VII (r. 913–959) poucas semanas depois. Constantino foi exilado na ilha de Samotrácia, onde foi morto enquanto tentou escapar em algum momento entre 946 e 948.

## Biografia

### Família
Constantino foi um dos filhos mais jovens de Romano I e sua esposa Teodora. Teófanes Continuado menciona-o como o filho mais jovem do casal imperial, enquanto o cronista do século XI Jorge Codino menciona-o como o terceiro dos quatro varões conhecidos. Seus irmãos mais velhos foram Cristóvão Lecapeno (coimperador em 921–931) e Estêvão Lecapeno (coimperador em 924–945). É incerto se Teofilacto (patriarca de Constantinopla em 933–956) foi seu irmão mais novo ou um pouco mais velho. Suas irmãs incluem Helena, casada com Constantino VII Porfirogênito (r. 913–959), e Ágata, que casou-se com Romano Argiro. Ele provavelmente também teve ao menos duas irmãs de nome desconhecido, conhecidas apenas devido ao casamento delas com os magistros Romano Mosele e Romano Saronita.

### Reinado

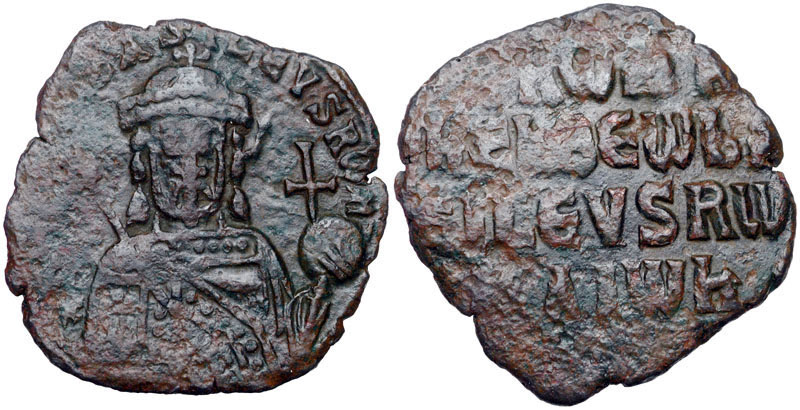
Fólis com o busto de Romano no anverso

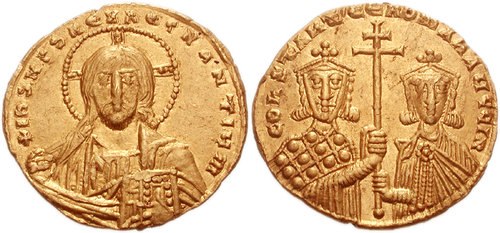
Soldo de r. e r.

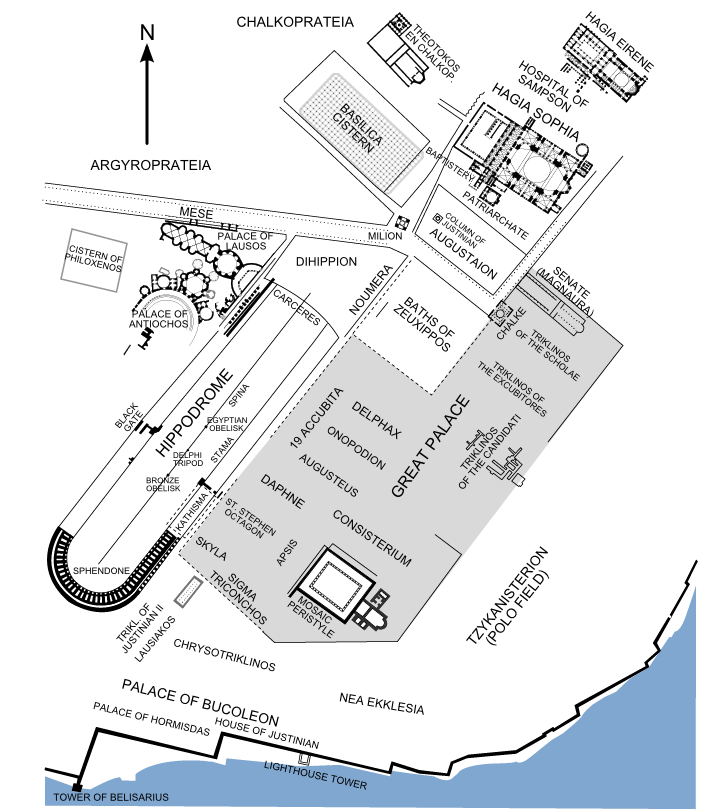
Grande Palácio de Constantinopla

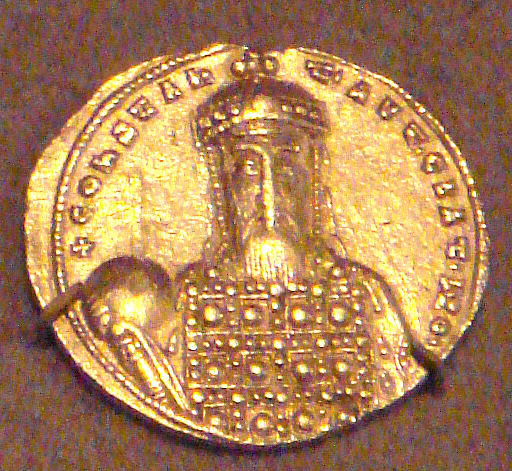
Soldo de ouro de r.

Romano Lecapeno ascendeu ao poder em 919, quando conseguiu nomear-se regente sobre o jovem Constantino VII e casar sua filha Helena com ele. Dentro de um ano, ascendeu sucessivamente de basileopátor para césar, e foi finalmente coroado imperador sênior em 17 de dezembro de 920. Para consolidar sua permanência no poder, e com o objetivo de suplantar a reinante dinastia macedônica com sua própria família, ascendeu seu filho mais velho Cristóvão como coimperador em maio de 921. Constantino e seu irmão Estêvão foram proclamados coimperadores em 25 de dezembro de 924.
Após a morte prematura de Cristóvão em 931, e dado a marginalização de Constantino VII, Estêvão e Constantino assumiram um maior destaque, embora formalmente ainda classificaram seu cunhado no colégio dos imperadores. Em 939, Constantino casou-se com sua primeira esposa Helena, uma filha do patrício Adriano, um armênio. Simeão Magistro registra a morte de Helena em 14 de janeiro de 940, e em 2 de fevereiro do mesmo ano, Constantino casou-se com sua segunda esposa, Teófano Mamas. Ele teve um filho, chamado Romano, mas não é registrado de qual de suas esposas. Este Romano foi castrado em 945, após os Lecapenos perderem o poder, para evitar que reivindicasse o trono imperial. Ele, no entanto, seguiu uma carreira na corte, posteriormente alcançando o posto de patrício e eparca de Constantinopla.
Constantino e Estêvão Lecapeno vieram a tona em 943, quando opuseram-se ao casamento dinástico do sobrinho deles, Romano II. O pai deles queria ter seu neto mais velho sobrevivente casado com Eufrósine, uma filha do general bem sucedido João Curcuas. Embora tal iniciativa efetivamente cimentasse a lealdade do exército, isso também fortaleceria a posição da legítima linha macedônica, representada por Romano II e seu pai Constantino VII, sobre as reivindicações dos próprios filhos de Romano. Preventivamente, Estêvão e Constantino opuseram-se à decisão, e prevaleceram sob seu pai, que a esta altura estava doente e velho, demitindo Curcuas no outono de 944. Romano II como alternativa casou-se com Berta, uma filha ilegítima de Hugo de Arles, rei da Itália, que mudou seu nome para Eudóxia após o casamento.
Com Romano I se aproximando do fim da vida, a questão de sua sucessão tornou-se urgente. Em 943, Romano elaborou um testamento que deixava Constantino VII como o imperador sênior após sua morte. Isto perturbou enormemente os dois irmãos, que temiam que o cunhado deles iria depô-los e forçá-los a tomar votos monásticos. Motivados, na opinião de Steven Runciman, parcialmente pela auto-preservação e parcialmente por ambição genuína, eles começaram a planejar tomar o poder através dum golpe de Estado, com Estêvão aparentemente como líder e Constantino um parceiro relutante.
Dentre seus companheiros estavam Mariano Argiro, o protoespatário Basílio Petino, Manuel Curcita, o estratego Diógenes, Clado, e Filipe. Cedreno, contudo, considera Petino como um agente a mando de Constantino VII. Em 20 de dezembro de 944, os conspiradores definiram seu plano em movimento. Os dois irmãos passaram clandestinamente seus apoiantes no Grande Palácio de Constantinopla durante a pausa das atividades do meio-dia. Eles então lideraram seus homens para o aposento de Romano I, onde facilmente capturaram o "homem velho e doente". Foram capazes de transportá-lo para o porto mais próximo e de lá para Prote, uma das ilhas dos Príncipes e um lugar de exílio popular. Lá, Romano concordou em tomar votos monásticos e retirar-se do trono.
Tendo conseguido depor calmamente seu pai, os irmãos agora tinham que lidar com Constantino VII. Infelizmente para eles, rumores logo se espalharam por Constantinopla, no sentido de que, após a deposição de Romano, a vida de Constantino VII estava em perigo. Em pouco tempo, multidões se reuniram diante do palácio, exigindo ver o imperador em pessoa. O historiador lombardo contemporâneo Liuprando de Cremona nota que os embaixadores e enviados de Amalfi, Gaeta, Roma e Provença presentes na capital também apoiaram Constantino VII. Estêvão e seu irmão haviam sucumbido ao inevitável, reconhecendo seu cunhado como o imperador sênior. O novo triunvirato durou cerca de 40 dias. Os três imperadores logo nomearam novos líderes para os serviços militares. Bardas Focas, o Velho foi nomeado como o novo doméstico das escolas, Constantino Gongila como chefe da marinha bizantina. Petino tornou-se patrício e grande heteriarca, Argiro foi nomeado conde do estábulo, Curcita um patrício e drungário da guarda. Em 26 de janeiro de 945, contudo, por insistência de sua irmã, a augusta Helena, outro golpe removeu os dois Lecapenos do poder e restaurou a autoridade imperial única de Constantino VII.

### Exílio
Inicialmente, os dois irmãos foram enviados para Prote. Os cronistas bizantinos têm que o pai deles os recebeu citando uma passagem do Livro de Isaías, especialmente Capítulo 1.2: "Ouvi, ó céus, e dá ouvidos, ó terra, porque fala Jeová: Nutri e fiz crescer filhos, mas eles se rebelaram contra mim". Liuprando de Cremona, contudo, faz um relato ligeiramente diferente, afirmando que Romano recebeu seus filhos com um sarcasmo amargo, agradecendo-os por não esquecerem-se dele e desculpando os monges pela ignorância deles em receber imperadores adequadamente. Constantino foi logo transportado para Tênedos, e então para Samotrácia. Ele acabou por ser morto enquanto tentou escapar da ilha. A data exata é desconhecida, mas desde que Teófanes Continuado afirma que o exilado Romano I teve um pesadelo com a descida de seu filho para o Inferno no momento da morte de Constantino, ela pode ser colocada entre 946 e a morte de Romano em 948.